# Irena Olszewska
Irena Olszewska z d. Sosińska ps. Lilka (ur. 14 września 1922 w Skierniewicach, zm. 17 stycznia 1980 w Warszawie) – kolporterka prasy OW, więźniarka Pawiaka, jeniec obozów.

## Życiorys
Urodziła się 14 września 1922 w Skierniewicach w rodzinie Aleksandra i Józefy z d. Kaczorowskiej. Niestety, ale brak jest danych dotyczących wykształcenia i rodziny.
Jeszcze w grudniu 1939 jako „Lilka” rozpoczęła działalność konspiracyjną w ramach Organizacji Wojskowej (Organizacja Wojskowa, która powstała we wrześniu 1939 z inicjatywy gen. Władysława Sikorskiego, która po okresie aresztowań występuje pod nazwą KB – Korpus Bezpieczeństwa lub Kadra Bezpieczeństwa, włączona została w 1942 do AK jako WKSB - Wojskowy Korpus Służby Bezpieczeństwa). „Lilka” kolportowała prasę podziemną na terenie Warszawy, a także przenosiła broń oraz rozkazy. 5 maja 1942 została aresztowana w Warszawie w miejscu zamieszkania przy ul. Brudnowskiej 18. Osadzono ją na Pawiaku i poddano ciężkiemu śledztwu. Na skutek starań organizacji, 3 listopada 1942 została zwolniona, ale w bardzo złym stanie zdrowia, lecz w dalszym podjęła dalszą służbę w szeregach KB. Współpracowała z szefem operacyjnym KG OWKB, Edwardem Biernackim ps. „Wilk”, z którym od stycznia 1943 utrzymywała kontakty z obozem koncentracyjnym w Majdanku, organizując pomoc więźniom i osadzonym w nim członkom KB oraz innym.
Wzięła udział w powstaniu warszawskim jako łączniczka i sanitariuszka w szeregach I Batalionu Szturmowego KB pod dowództwem kpt. „Nałęcza”. Podczas pierwszych dni walki na Starym Mieście była dwukrotnie kontuzjowana – początkowo na ul. Hipotecznej przysypana w budynku, w który trafiła bomba, a następnie ranna w głowę podczas ataku na Pałac Radziwiłłów. Pomimo ran, jakie odniosła w powstaniu, walczyła do 2 października, aż do upadku powstania.
Podporucznik Irena Olszewska podczas powstania została odznaczona Krzyżem Srebrnym Orderu Wojennego Virtuti Militari. Rozkazem KG KB Nr 40 z 14 sierpnia 1944 została również odznaczona Krzyżem Walecznych za dzielność w boju o Warszawę w dniach od 1 do 13 sierpnia 1944. Rozkazem gen. „Bora” Nr 871/1 z 23 września 1944 Irena Sosińska została minowana na stopień ppor.
Po kapitulacji Powstania przebywała w obozach jenieckich w Lamsdorf, Molsdorf, Altenburg i innych. 13 kwietnia 1945 odzyskała wolność po wyzwoleniu obozu przez armię amerykańską, później przebywała w obozie wojskowym Polskich Sił Zbrojnych w Langwasser. 12 września 1945 powróciła do Polski. Po zakończonej wojnie wyszła za mąż. Od 1946 pracowała w księgowości. W latach 70. była starszą księgową w Obwodowym Urzędzie Pocztowo-Telekomunikacyjnym Warszawa 1 oraz w Powszechnej Kasie Oszczędności. Zamieszkała w Warszawie przy ul. Wilczej 9, a także w podwarszawskim Józefowie przy ul. Władysława Reymonta 33. W zakładzie, w którym pracowała przez wiele lat, pełniła funkcję sekretarza związków zawodowych.
Zmarła 17 stycznia 1980, a pochowana została na cmentarzu komunalnym (d. wojskowym) na Powązkach w kwaterze OWKB nr B-28.